# Sand Lake (Michigan)
Pour les articles homonymes, voir Sand Lake.
Sand Lake est un village du comté de Kent, dans l'État du Michigan, aux États-Unis. En 2020, il comptait une population de 522 habitants.